# Omloop Het Nieuwsblad 2021
De wielerwedstrijd Omloop Het Nieuwsblad vond in 2021 plaats op zaterdag 27 februari. Voor de mannen was het de 76e editie die op de kalender stond (en de 74e die werd verreden) en voor de vrouwen was het de zestiende editie. Beide koersen hadden de start in Gent en de finish in Ninove.

## Mannen
De koers die deel uitmaakt van de UCI World Tour-kalender van 2021 werd gewonnen door de Italiaan Davide Ballerini die daarmee de Belg Jasper Stuyven opvolgde op de erelijst. Stuyven werd deze editie 83e in een peloton op 3'07”.

### Uitslag
| Plaats  | Naam               | Ploeg                    | tijd     |
| ------- | ------------------ | ------------------------ | -------- |
| Winnaar | Davide Ballerini   | Deceuninck–Quick-Step    | 4u43'03" |
| 2       | Jake Stewart       | Groupama-FDJ             | z.t.     |
| 3       | Sep Vanmarcke      | Israel Start-Up Nation   | z.t.     |
| 4       | Heinrich Haussler  | Bahrain-Victorious       | z.t.     |
| 5       | Philippe Gilbert   | Lotto Soudal             | z.t.     |
| 6       | Alex Aranburu      | Astana-Premier Tech      | z.t.     |
| 7       | Florian Sénéchal   | Deceuninck–Quick-Step    | z.t.     |
| 8       | Matteo Trentin     | UAE Team Emirates        | z.t.     |
| 9       | Kevin Geniets      | Groupama-FDJ             | z.t.     |
| 10      | Nils Politt        | BORA-hansgrohe           | z.t.     |
| 11      | Iván García        | Movistar Team            | z.t.     |
| 12      | Amaury Capiot      | Arkéa Samsic             | z.t.     |
| 13      | Christophe Laporte | Cofidis                  | z.t.     |
| 14      | Silvan Dillier     | Alpecin-Fenix            | z.t.     |
| 15      | Anthony Turgis     | Total Direct Energie     | z.t.     |
| 16      | Bryan Coquard      | B&B Hotels p/b KTM       | z.t.     |
| 17      | Cédric Beullens    | Sport Vlaanderen-Baloise | z.t.     |
| 18      | Tom Van Asbroeck   | Israel Start-Up Nation   | z.t.     |
| 19      | Oliver Naesen      | AG2R-Citroën             | z.t.     |
| 20      | Dries De Bondt     | Alpecin-Fenix            | z.t.     |
|         |                    |                          |          |
| 41      | Timo Roosen        | Team Jumbo-Visma         | z.t.     |

## Vrouwen
De koers die deel uitmaakt van de UCI Women's ProSeries-kalender van 2021 werd gewonnen door de Nederlandse wereldkampioen Anna van der Breggen. Zij won deze koers voor de tweede keer, in 2015 zegevierde ze eerder. Ze volgde haar landgenote Annemiek van Vleuten op de erelijst op. Van Vleuten, in 2020 ook winnares als wereldkampioene, werd deze editie 21e in een peloton op 2'22”.

### Deelnemende ploegen
| UCI-World Tourteams | UCI-teams | UCI-teams |
| --- | --- | --- |
| Alé BTC Ljubljana Canyon-SRAM FDJ Nouvelle-Aquitaine Futuroscope Liv Racing Movistar Team Team BikeExchange Team DSM Team SD Worx Trek-Segafredo | Bingoal Casino-Chevalmeire Ceratizit-WNT Doltcini-Van Eyck Sport Drops-Le Col Hitec Products Lotto Soudal Ladies Multum Accountants NXTG Racing Parkhotel Valkenburg | Team Arkéa Team Jumbo-Visma Team Rupelcleaning-Champion Lubricants Team Tibco-SVB Valcar-Travel & Service Women Cycling Sport |

### Uitslag
| Plaats  | Naam                              | Ploeg                              | tijd     |
| ------- | --------------------------------- | ---------------------------------- | -------- |
| Winnaar | Anna van der Breggen              | Team SD Worx                       | 3u21'00" |
| 2       | Emma Norsgaard                    | Movistar Team                      | + '23    |
| 3       | Amy Pieters                       | Team SD Worx                       | z.t.     |
| 4       | Lotte Kopecky                     | Liv Racing                         | z.t.     |
| 5       | Hannah Barnes                     | Canyon-SRAM                        | z.t.     |
| 6       | Marta Bastianelli                 | Alé BTC Ljubljana                  | z.t.     |
| 7       | Lisa Brennauer                    | Ceratizit-WNT                      | z.t.     |
| 8       | Grace Brown                       | Team BikeExchange                  | z.t.     |
| 9       | Marta Cavalli                     | FDJ Nouvelle-Aquitaine Futuroscope | z.t.     |
| 10      | Elisa Longo Borghini              | Trek-Segafredo                     | + '26    |
| 11      | Chantal Blaak van den Broek-Blaak | Team SD Worx                       | z.t.     |
| 12      | Riejanne Markus                   | Team Jumbo-Visma                   | z.t.     |
| 13      | Demi Vollering                    | Team SD Worx                       | z.t.     |
| 14      | Marlen Reusser                    | Alé BTC Ljubljana                  | z.t.     |
| 15      | Amanda Spratt                     | Team BikeExchange                  | z.t.     |
| 16      | Soraya Paladin                    | Liv Racing                         | z.t.     |
| 17      | Cecilie Uttrup Ludwig             | FDJ Nouvelle-Aquitaine Futuroscope | z.t.     |
| 18      | Katarzyna Niewiadoma              | Canyon-SRAM                        | + '33    |
| 19      | Elisa Balsamo                     | Valcar-Travel & Service            | + 2'22   |
| 20      | Anna Henderson                    | Team Jumbo-Visma                   | z.t.     |

1945 · 1946 · 1947 · 1948 · 1949 · 1950 · 1951 · 1952 · 1953 · 1954 · 1955 · 1956 · 1957 · 1958 · 1959 · 1960 · 1961 · 1962 · 1963 · 1964 · 1965 · 1966 · 1967 · 1968 · 1969 · 1970 · 1971 · 1972 · 1973 · 1974 · 1975 · 1976 · 1977 · 1978 · 1979 · 1980 · 1981 · 1982 · 1983 · 1984 · 1985 · 1986 · 1987 · 1988 · 1989 · 1990 · 1991 · 1992 · 1993 · 1994 · 1995 · 1996 · 1997 · 1998 · 1999 · 2000 · 2001 · 2002 · 2003 · 2004 · 2005 · 2006 · 2007 · 2008 · 2009 · 2010 · 2011 · 2012 · 2013 · 2014 · 2015 · 2016 · 2017 · 2018 · 2019 · 2020 · 2021 · 2022 · 2023 · 2024 · 2025
Ronde van de Verenigde Arabische Emiraten ·
Omloop Het Nieuwsblad ·
Strade Bianche ·
Parijs-Nice · 
Tirreno-Adriatico · 
Milaan-San Remo ·
Ronde van Catalonië ·
Driedaagse Brugge-De Panne ·
E3 Saxo Bank Classic ·
Gent-Wevelgem ·
Dwars door Vlaanderen ·
Ronde van Vlaanderen ·
Ronde van het Baskenland ·
Amstel Gold Race ·
Waalse Pijl ·
Luik-Bastenaken-Luik ·
Ronde van Romandië ·
Ronde van Italië ·
Critérium du Dauphiné ·
Ronde van Zwitserland ·
Ronde van Frankrijk ·
Clásica San Sebastián ·
Ronde van Polen ·
Bretagne Classic ·
Benelux Tour ·
Ronde van Spanje ·
Eschborn-Frankfurt ·
Parijs-Roubaix ·
Ronde van Lombardije
Afgelaste wedstrijden: Tour Down Under · Great Ocean Road Race · EuroEyes Cyclassics · GP van Quebec · GP van Montreal · Ronde van Guangxi
Tour Down Under · 
Omloop Het Nieuwsblad · 
Nokere Koerse · 
Festival Elsy Jacobs · 
Ronde van Thüringen · 
Ronde van Italië · 
Ronde van Emilia · 
Gran Premio Bruno Beghelli Internazionale Donne Elite